# 丘赫洛馬湖
丘赫洛馬湖是俄羅斯的淡水湖，位於科斯特羅馬州內，海拔高度148米，面積48.7平方公里，平均水深4.5米，在每年10月下旬開始結冰，直至翌年4月下旬，湖水在西北端流入科斯特羅馬河。